# Torre dels Donceles (Còrdova)
La Torre dels Donceles va ser una torre situada en l'entrada est de Còrdova (Espanya), a la plaça de la Magdalena, al costat de la també desapareguda Porta d'Andújar.

## Història
Era una de les alcaidies de Còrdova i devia el seu títol a estar guardada per la part més jove de l'exèrcit cristià i servir després de reclusió als fills dels nobles cordovesos que cometien alguna falta. Els nous alcaides prestaven en ella el seu jurament estant vint-i-quatre hores abans en una de les dues petites habitacions que formava, sense comunicació amb cap persona. Per consegüent allí va estar complint aquella obligació el famós Diego Fernández de Còrdova, que va prendre al Rei Chico de Granada.
Molt descurada des de poc després de la conquesta, en 8 de març de 1557 es va enfonsar una de les torres que estava en terreny avui dins de la placeta. Llavors es reedificà aquella part de muralla i va variar la porta enfront del carrer dels Muñices, donant-li també una forma gòtica tancant-la el 1836, quan la invasió del còlera, i així va romandre fins a la seva demolició.

## Arquitectura
Formava dues torres completament iguals unides per un arc, donant-les comunicació en la part alta i tenint a sota una de les portes de la ciutat.